# Liebherr
Liebherr-International AG, ibland Liebherr Group, är en tillverkare av entreprenad- och anläggningsmaskiner samt hushållsapparater baserad i Schweiz. Liebherr driver även hotell i Österrike, Tyskland och i Irland. Liebherr grundades 1949 av Hans Liebherr och har ca 40 800 anställda med en omsättning på 8,823 miljarder euro (2014). Ägare till Liebherr-International AG med säte i Bulle/Schweiz är medlemmar av familjen Liebherr.
Liebherr har även hittills slagit rekordet för världens kraftigaste mobilkran. Den lanserades 2007 och heter LTM-11200 9.1, och har en lyftkapacitet på 1200 ton.

## Bildgalleri

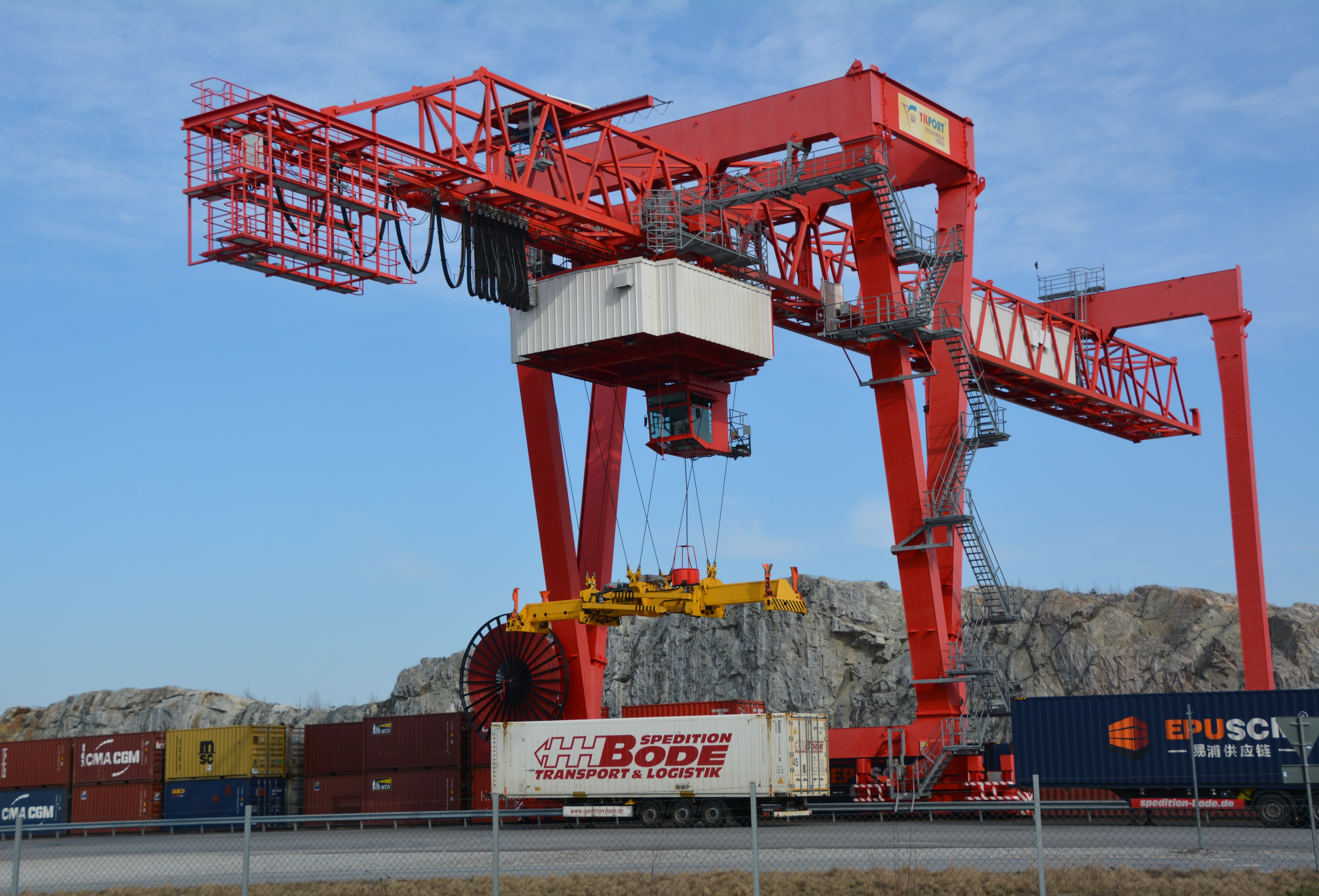
Eldriven rälsgående portalkran på Logistikcenter Stockholm Nord.
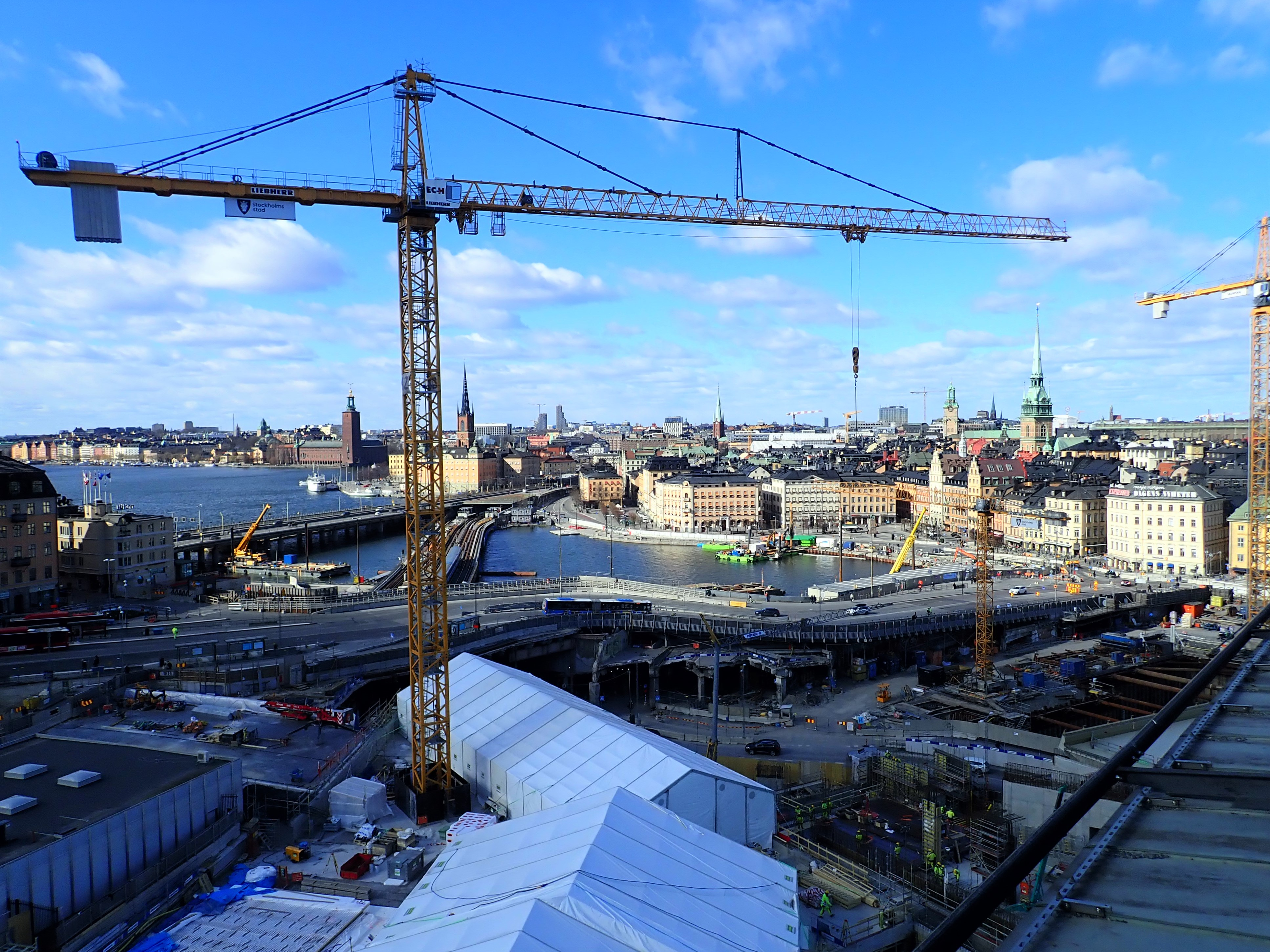
Tornkran Liebherr EC-H på byggarbetsplatsen för projekt Slussen i Stockholm.
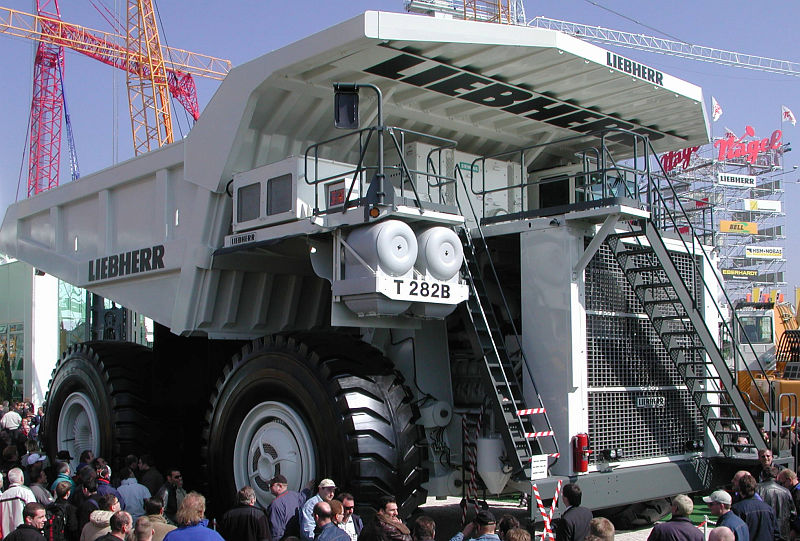
Liebherr T282B, världens största dumper med en maximal totalvikt på 600 ton.
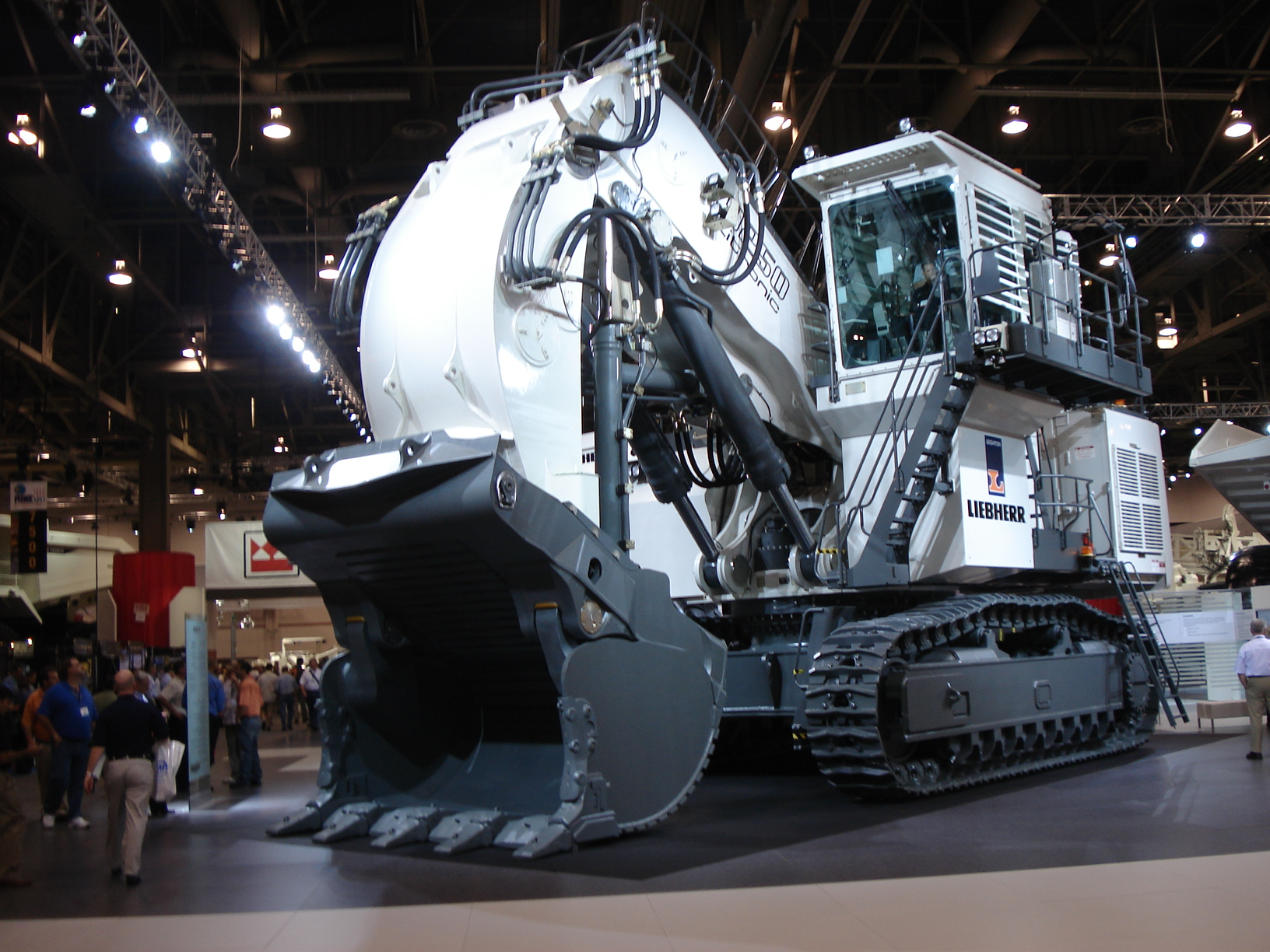
Liebherr R935 i Las Vegas, Nevada.
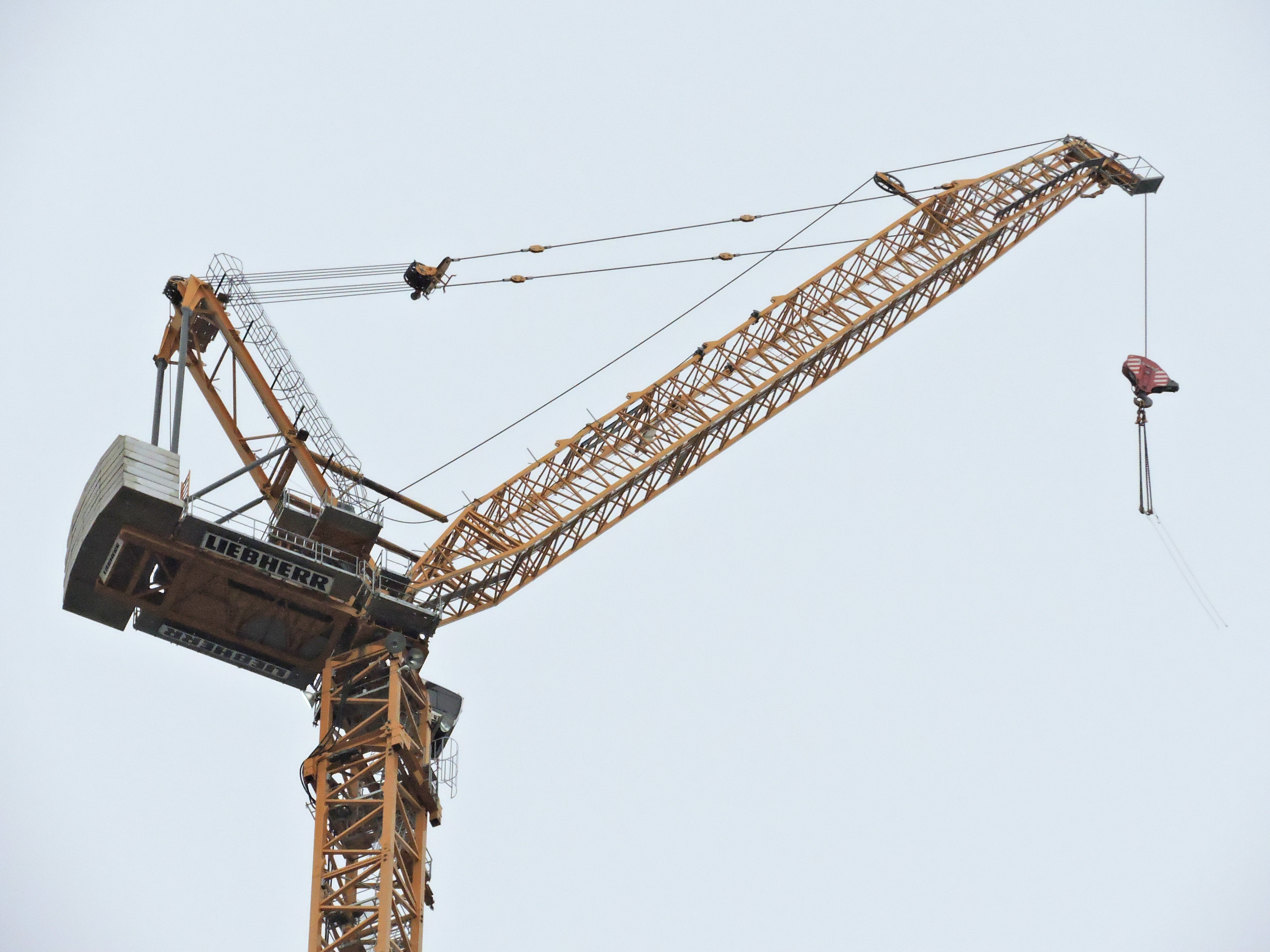
Tornkran Liebherr-710 HC-L 32/64 Litronic.